# Плавання на літніх Олімпійських іграх 2020 — 200 метрів на спині (чоловіки)
Змагання з плавання на 200 метрів на спині серед чоловіків на літніх Олімпійських іграх 2020 тривали з 28 по 30 липня 2021 року в Олімпійському центрі водних видів спорту. Це була шістнадцята поява цієї дисципліни на Олімпійських іграх. Уперше її провели 1900 року, а потім щоразу починаючи з 1964-го.

## Рекорди
Перед цими змаганнями чинні світовий і олімпійський рекорди були такими:
| Світовий рекорд     | Аарон Пірсол (USA) | 1:51.92 | Рим, Італія             | 31 липня 2009 | [ 2 ] [ 3 ] |
| Олімпійський рекорд | Тайлер Клері (USA) | 1:53.41 | Лондон, Велика Британія | 2 серпня 2012 | [ 4 ]       |

## Кваліфікація
Олімпійський кваліфікаційний норматив для цієї дисципліни становить 1 хвилина 57,50 секунди. За цим нормативом від кожного Національного олімпійського комітету (NOC) можуть автоматично кваліфікуватися щонайбільше два плавці, виконавши його на затверджених кваліфікаційних змаганнях. Норматив олімпійського відбору становить 2 хвилини 1,03 секунди. За цим нормативом від кожного НОК може кваліфікуватися щонайбільше один плавець, що посідає досить високе місце у світовому рейтингу, поки не буде вичерпано квоту для всіх плавальних дисциплін. НОК, що ще не має плавця в жодній дисципліні, може скористатися зі свого права на універсальну квоту.

## Формат змагань
Змагання складаються з трьох раундів: попередні запливи, півфінали та фінал. Плавці, що показали 16 найкращих результатів у попередніх запливах, виходять до півфіналів. Плавці, що показали 8 найкращих результатів у півфіналах, виходять до фіналу. У тому разі, коли на останнє місце потрапляння до півфіналів чи фіналу претендують два чи більше плавця з однаковим часом, передбачено перепливання.

## Розклад
Змагання тривають три дні, кожний раунд наступного дня.
Вказано японський стандартний час (UTC + 9)
| Дата     | Час   | Раунд             |
| -------- | ----- | ----------------- |
| 28 липня | 19:21 | Попередні запливи |
| 29 липня | 11:04 | Півфінали         |
| 30 липня | 10:50 | Фінал             |

## Результати

### Попередні запливи
Плавці, що показали 16 найкращих результатів незалежно від запливу, виходять до півфіналу.
| Місце | Заплив | Доріжка | Плавець                        | Країна                           | Час     | Примітки |
| ----- | ------ | ------- | ------------------------------ | -------------------------------- | ------- | -------- |
| 1     | 2      | 4       | Люк Грінбенк                   | Велика Британія (GBR)            | 1:54.63 | Q        |
| 2     | 4      | 4       | Євген Рилов                    | Олімпійський комітет Росії (ROC) | 1:56.02 | Q        |
| 3     | 4      | 5       | Брайс Меффорд                  | США (USA)                        | 1:56.37 | Q        |
| 4     | 2      | 1       | Лі Чу Хо                       | Південна Корея (KOR)             | 1:56.77 | Q        |
| 5     | 1      | 4       | Тарасевич Григорій Аркадійович | Олімпійський комітет Росії (ROC) | 1:56.82 | Q        |
| 6     | 2      | 6       | Радослав Кавенцький            | Польща (POL)                     | 1:56.83 | Q        |
| 7     | 3      | 4       | Раян Мерфі                     | США (USA)                        | 1:56.92 | Q        |
| 8     | 2      | 5       | Іріє Рьосуке                   | Японія (JPN)                     | 1:56.97 | Q        |
| 9     | 4      | 3       | Кейта Сунама                   | Японія (JPN)                     | 1:57.07 | Q        |
| 10    | 4      | 2       | Трістан Голлард                | Австралія (AUS)                  | 1:57.24 | Q        |
| 11    | 3      | 6       | Роман Мітюков                  | Швейцарія (SUI)                  | 1:57.45 | Q        |
| 12    | 4      | 6       | Броді Вільямс                  | Велика Британія (GBR)            | 1:57.48 | Q        |
| 13    | 4      | 8       | Ніколас Гарсія                 | Іспанія (ESP)                    | 1:57.62 | Q        |
| 14    | 2      | 3       | Адам Телегді                   | Угорщина (HUN)                   | 1:57.70 | Q        |
| 15    | 3      | 5       | Сюй Цзяюй                      | Китай (CHN)                      | 1:57.76 | Q        |
| 16    | 2      | 7       | Маркус Тормеєр                 | Канада (CAN)                     | 1:57.85 | Q        |
| 17    | 3      | 3       | Йоанн Ндує-Бруар               | Франція (FRA)                    | 1:57.96 |          |
| 18    | 4      | 7       | Ян Чейка                       | Чехія (CZE)                      | 1:58.02 |          |
| 19    | 4      | 1       | Крістіан Дінер                 | Німеччина (GER)                  | 1:58.27 |          |
| 20    | 3      | 2       | Маттео Рестіво                 | Італія (ITA)                     | 1:58.36 |          |
| 21    | 1      | 5       | Мартін Бінеделл                | ПАР (RSA)                        | 1:58.47 |          |
| 22    | 3      | 1       | Франсіску Сантуш               | Португалія (POR)                 | 1:58.58 |          |
| 23    | 2      | 8       | Берке Сака                     | Туреччина (TUR)                  | 1:58.66 |          |
| 24    | 2      | 2       | Калоян Левтеров                | Болгарія (BUL)                   | 1:58.96 |          |
| 25    | 3      | 7       | Мевен Томак                    | Франція (FRA)                    | 1:59.02 |          |
| 26    | 1      | 6       | Роберт Глінце                  | Румунія (ROM)                    | 1:59.18 |          |
| 27    | 3      | 8       | Якуб Скєрка                    | Польща (POL)                     | 1:59.30 |          |
| 28    | 1      | 3       | Яків Тумаркін                  | Ізраїль (ISR)                    | 1:59.65 |          |
| 29    | 1      | 2       | Мердан Атаєв                   | Туркменістан (TKM)               | 2:03.68 |          |

### Півфінали
Плавці, що показали 8 найкращих результатів незалежно від запливу, виходять до фіналу.
| Місце | Заплив | Доріжка | Плавець                        | Країна                           | Час     | Примітки |
| ----- | ------ | ------- | ------------------------------ | -------------------------------- | ------- | -------- |
| 1     | 1      | 4       | Євген Рилов                    | Олімпійський комітет Росії (ROC) | 1:54.45 | Q        |
| 2     | 2      | 4       | Люк Грінбенк                   | Велика Британія (GBR)            | 1:54.98 | Q        |
| 3     | 2      | 6       | Раян Мерфі                     | США (USA)                        | 1:55.38 | Q        |
| 4     | 1      | 1       | Адам Телегді                   | Угорщина (HUN)                   | 1:56.19 | Q        |
| 5     | 2      | 1       | Ніколас Гарсія                 | Іспанія (ESP)                    | 1:56.35 | Q        |
| 6     | 2      | 5       | Брайс Меффорд                  | США (USA)                        | 1:56.37 | Q        |
| 7     | 1      | 3       | Радослав Кавенцький            | Польща (POL)                     | 1:56.68 | Q        |
| 8     | 1      | 6       | Іріє Рьосуке                   | Японія (JPN)                     | 1:56.69 | Q        |
| 9     | 1      | 8       | Йоанн Ндує-Бруар               | Франція (FRA)                    | 1:56.83 |          |
| 10    | 1      | 2       | Трістан Голлард                | Австралія (AUS)                  | 1:56.92 |          |
| 11    | 1      | 5       | Лі Чу Хо                       | Південна Корея (KOR)             | 1:56.93 |          |
| 12    | 2      | 3       | Тарасевич Григорій Аркадійович | Олімпійський комітет Росії (ROC) | 1:57.06 |          |
| 13    | 2      | 7       | Роман Мітюков                  | Швейцарія (SUI)                  | 1:57.07 |          |
| 14    | 2      | 2       | Кейта Сунама                   | Японія (JPN)                     | 1:57.16 |          |
| 15    | 1      | 7       | Броді Вільямс                  | Велика Британія (GBR)            | 1:57.73 |          |
| 16    | 2      | 8       | Маркус Тормеєр                 | Канада (CAN)                     | 1:59.36 |          |

### Фінал
| Місце | Доріжка | Плавець             | Країна                           | Час     | Примітки |
| ----- | ------- | ------------------- | -------------------------------- | ------- | -------- |
| 1     | 4       | Євген Рилов         | Олімпійський комітет Росії (ROC) | 1:53.27 | OR       |
| 2     | 3       | Раян Мерфі          | США (USA)                        | 1:54.15 |          |
| 3     | 5       | Люк Грінбенк        | Велика Британія (GBR)            | 1:54.72 |          |
| 4     | 7       | Брайс Меффорд       | США (USA)                        | 1:55.49 |          |
| 5     | 6       | Адам Телегді        | Угорщина (HUN)                   | 1:56.15 |          |
| 6     | 1       | Радослав Кавенцький | Польща (POL)                     | 1:56.39 |          |
| 7     | 8       | Іріє Рьосуке        | Японія (JPN)                     | 1:57.32 |          |
| 8     | 2       | Ніколас Гарсія      | Іспанія (ESP)                    | 1:59.06 |          |